# Wijken en buurten in Spijkenisse
De Nederlandse woonplaats Spijkenisse is voor statistische doeleinden onderverdeeld in wijken en buurten. Spijkenisse is verdeeld in de volgende statistische wijken:
- Wijk 00 Centrum (CBS-wijkcode:061200)
- Wijk 01 Schiekamp-Hoogwerf (CBS-wijkcode:061201)
- Wijk 02 Maaswijk (CBS-wijkcode:061202)
- Wijk 03 Sterrenkwartier (CBS-wijkcode:061203)
- Wijk 04 Groenewoud en Gildenwijk (CBS-wijkcode:061204)
- Wijk 05 Waterland (CBS-wijkcode:061205)
- Wijk 06 De Hoek (CBS-wijkcode:061206)
- Wijk 07 Akkers-Vriesland-Vogelenzang (CBS-wijkcode:061207)
- Wijk 08 Schenkel en De Elementen (CBS-wijkcode:061208)
- Wijk 09 Hekelingen en buitengebied (CBS-wijkcode:061209)

Een statistische wijk kan bestaan uit meerdere buurten. Onderstaande tabel geeft de buurtindeling met kentallen volgens het Centraal Bureau voor de Statistiek (2008):
| CBS-buurtcode | Buurtnaam                    | Inwonertal | Opp. totaal (ha) | Opp. land (ha) | Ligging                |
| ------------- | ---------------------------- | ---------- | ---------------- | -------------- | ---------------------- |
| BU06120000    | Kern                         | 680        | 15               | 15             | Locatie in de gemeente |
| BU06120001    | Molenwei                     | 380        | 7                | 7              | Locatie in de gemeente |
| BU06120002    | Oranjebuurt C.S.             | 760        | 18               | 18             | Locatie in de gemeente |
| BU06120003    | Vogelbuurt C.S.              | 520        | 15               | 15             | Locatie in de gemeente |
| BU06120004    | Centrum-Oost                 | 1220       | 18               | 17             | Locatie in de gemeente |
| BU06120005    | Centrum-Zuid                 | 1590       | 26               | 26             | Locatie in de gemeente |
| BU06120007    | Vierambachten                | 1080       | 26               | 26             | Locatie in de gemeente |
| BU06120100    | Schiekamp-Noord              | 1210       | 25               | 24             | Locatie in de gemeente |
| BU06120101    | Schiekamp-Zuid               | 1860       | 32               | 32             | Locatie in de gemeente |
| BU06120102    | Hoogwerf-Noord               | 1690       | 22               | 22             | Locatie in de gemeente |
| BU06120103    | Hoogwerf-Zuid                | 1760       | 40               | 40             | Locatie in de gemeente |
| BU06120200    | Maaswijk-Zuid-West           | 3100       | 41               | 38             | Locatie in de gemeente |
| BU06120201    | Maaswijk-Noord-West          | 1080       | 18               | 18             | Locatie in de gemeente |
| BU06120202    | Maaswijk-Noord-Oost          | 3500       | 43               | 43             | Locatie in de gemeente |
| BU06120203    | Maaswijk-Zuid-Oost           | 4860       | 76               | 76             | Locatie in de gemeente |
| BU06120204    | Maaswijktuinen               | 30         | 39               | 38             | Locatie in de gemeente |
| BU06120300    | Sterrenkwartier-Hoog         | 1690       | 13               | 12             | Locatie in de gemeente |
| BU06120301    | Sterrenkwartier-Midden       | 900        | 10               | 10             | Locatie in de gemeente |
| BU06120302    | Sterrenkwartier-Oost         | 1250       | 20               | 20             | Locatie in de gemeente |
| BU06120303    | Sterrenkwartier-West         | 630        | 23               | 22             | Locatie in de gemeente |
| BU06120304    | Sterrenkwartier-Zuidrand     | 540        | 8                | 8              | Locatie in de gemeente |
| BU06120400    | Groenewoud-Hoog              | 1650       | 13               | 12             | Locatie in de gemeente |
| BU06120401    | Groenewoud-Huur              | 540        | 6                | 6              | Locatie in de gemeente |
| BU06120402    | Groenewoud-Koop              | 1330       | 34               | 34             | Locatie in de gemeente |
| BU06120403    | Groenewoud-Noord I           | 700        | 8                | 8              | Locatie in de gemeente |
| BU06120404    | Groenewoud-Noord II          | 790        | 9                | 9              | Locatie in de gemeente |
| BU06120405    | Ziekenhuis                   | 0          | 10               | 10             | Locatie in de gemeente |
| BU06120500    | Ottersveen                   | 520        | 8                | 8              | Locatie in de gemeente |
| BU06120501    | Kikkerveen                   | 680        | 8                | 8              | Locatie in de gemeente |
| BU06120502    | Beverveen                    | 770        | 13               | 12             | Locatie in de gemeente |
| BU06120503    | Egel-Salamanderveen          | 620        | 9                | 9              | Locatie in de gemeente |
| BU06120504    | Baarsveen                    | 1080       | 12               | 11             | Locatie in de gemeente |
| BU06120505    | Snoekenveen                  | 1540       | 18               | 18             | Locatie in de gemeente |
| BU06120506    | Waterland-Middengebied       | 1260       | 19               | 19             | Locatie in de gemeente |
| BU06120507    | Karperveen                   | 910        | 10               | 10             | Locatie in de gemeente |
| BU06120508    | Slakkenveen                  | 650        | 7                | 7              | Locatie in de gemeente |
| BU06120509    | Krekelveen                   | 660        | 9                | 9              | Locatie in de gemeente |
| BU06120600    | De Hoek I                    | 780        | 15               | 15             | Locatie in de gemeente |
| BU06120601    | De Hoek II                   | 960        | 16               | 16             | Locatie in de gemeente |
| BU06120602    | De Hoek III                  | 920        | 10               | 10             | Locatie in de gemeente |
| BU06120603    | De Hoek IV                   | 190        | 4                | 4              | Locatie in de gemeente |
| BU06120700    | Dreef                        | 1390       | 18               | 18             | Locatie in de gemeente |
| BU06120701    | Gaard                        | 2380       | 35               | 34             | Locatie in de gemeente |
| BU06120702    | Voorde                       | 1430       | 18               | 18             | Locatie in de gemeente |
| BU06120703    | Donk                         | 2220       | 24               | 24             | Locatie in de gemeente |
| BU06120704    | Kreken                       | 2030       | 23               | 22             | Locatie in de gemeente |
| BU06120705    | Akkers-Centrum               | 1380       | 14               | 14             | Locatie in de gemeente |
| BU06120706    | Vriesland                    | 3050       | 30               | 29             | Locatie in de gemeente |
| BU06120707    | Vogelenzang-Zuid             | 4300       | 55               | 55             | Locatie in de gemeente |
| BU06120708    | Vogelenzang-Noord            | 1840       | 21               | 20             | Locatie in de gemeente |
| BU06120800    | Schenkel Zuidwest            | 1820       | 26               | 26             | Locatie in de gemeente |
| BU06120801    | Schenkel Noordwest           | 690        | 12               | 11             | Locatie in de gemeente |
| BU06120802    | Schenkel Zuidoost            | 1200       | 13               | 13             | Locatie in de gemeente |
| BU06120803    | Schenkel Noordoost           | 820        | 28               | 16             | Locatie in de gemeente |
| BU06120804    | De Dijk                      | 40         | 45               | 26             | Locatie in de gemeente |
| BU06120805    | Het Land                     | 0          | 16               | 16             | Locatie in de gemeente |
| BU06120806    | De Haven                     | 10         | 14               | 12             | Locatie in de gemeente |
| BU06120807    | Bedrijventerrein Haven-Noord | 30         | 24               | 18             | Locatie in de gemeente |
| BU06120809    | Schenkel industrieterrein    | 10         | 4                | 4              | Locatie in de gemeente |
| BU06120900    | Hekelingen-Dorp              | 1380       | 163              | 152            | Locatie in de gemeente |
| BU06120901    | Hekelingen-verspreide huizen | 30         | 436              | 387            | Locatie in de gemeente |
| BU06120902    | Beerenplaat                  | 20         | 372              | 151            | Locatie in de gemeente |
| BU06120904    | Industrieterrein Halfweg     | 0          | 121              | 116            | Locatie in de gemeente |
| BU06120909    | Buitengebied                 | 150        | 740              | 674            | Locatie in de gemeente |